# Alburnus macedonicus
Az Alburnus macedonicus a sugarasúszójú halak (Actinopterygii) osztályának pontyalakúak (Cypriniformes) rendjébe, ezen belül a pontyfélék (Cyprinidae) családjába tartozó faj.

## Rendszerezés
Korábban az Alburnus chalcoides alfajának tekintették.

## Előfordulása
A Görögország és Észak-Macedónia határon lévő Vólvi-tóban honos.

## Megjelenése
Ez a halfaj elérheti a 14,5 centiméter hosszúságot.

## Életmódja
Tápláléka állati plankton és rovarlárvák.